# Santa je pořád úchyl
Santa je pořád úchyl (v anglickém originále Bad Santa 2) je americký vánoční komediální film z roku 2016. Režie se ujal Mark Waters a scénáře Shauna Cross a Johnny Rosenthal. Film je sequelem Santa je úchyl! z roku 2003. Hrají v něm Billy Bob Thornton, Tony Cox, Brett Kelly, Kathy Bates a Christina Hendricks.
Snímek měl premiéru v New Yorku 15. listopadu 2016 a do kin byl oficiálně uveden 23. listopadu 2016. Získal obecně negativní recenze od kritiků a vydělal přes 10,5 milionů dolarů.

## Obsazení
| Billy Bob Thornton  | Willie Soke     |
| Kevin Fyfe          | malý Willie     |
| Kathy Bates         | Sunny Soke      |
| Tony Cox            | Marcus Skidmore |
| Christina Hendricks | Diane           |
| Brett Kelly         | Thurman Merman  |
| Ryan Hansen         | Regent          |
| Jenny Zigrino       | Gina            |
| Jeff Skowron        | Dorfman         |
| Octavia Spencer     | Opal            |

## Produkce
V roce 2009 se poprvé nechal Billy Bob Thornton slyšet o sequelu filmu Santa je úchyl! z roku 2003, který měl mít premiéru na Vánoce v roce 2011. V prosinci 2010 Miramax a The Weinstein Company podepsaly souhlasnou smlouvu na vytvoření několika sequelu, včetně Santa je úchyl! V březnu 2011 bylo potvrzeno, že Thornton se vrátí do hlavní role. Natáčení bylo naplánované na podzim 2012 s premiérou na Vánoce v roce 2013. Natáčení nakonec začalo v lednu 2016 v Montréalu. V listopadu 2015 bylo oznámeno, že režisér filmu Protivný sprostý holky Mark Waters bude film režírovat.

## Přijetí
Film vydělal 9 milionů dolarů v Severní Americe a 1,5 milionů dolarů v ostatních oblastech, celkově tak vydělal 10,5 milionů dolarů po celém světě. Rozpočet filmu činil 26 milionů dolarů. V Severní Americe byl oficiálně uveden 23. května 2016, společně s filmy Odvážná Vaiana: Legenda o konci světa, Pravidla neplatí a Spojenci. Bylo projektováno, že film vydělá 15–20 milionů za prvních pět dní z 2 800 kin. Film nakonec docílil osmé nejvyšší návštěvnosti s výdělkem 6,1 milionů za první víkend.
Film získal převážně negativní recenze od kritiků. Na recenzní stránce Rotten Tomatoes získal z 88 započtených recenzí 25 procent s průměrným ratingem 4,3 bodů z deseti. Na serveru Metacritic snímek získal z 36 recenzí 38 bodů ze sta.